# Crossaster papposus
Crachat d'amiral, Étoile solaire
Espèce
Crossaster papposus est une espèce d'étoiles de mer de la famille des Solasteridae, qu'on appelle aussi « Crachat d'amiral ».

## Description

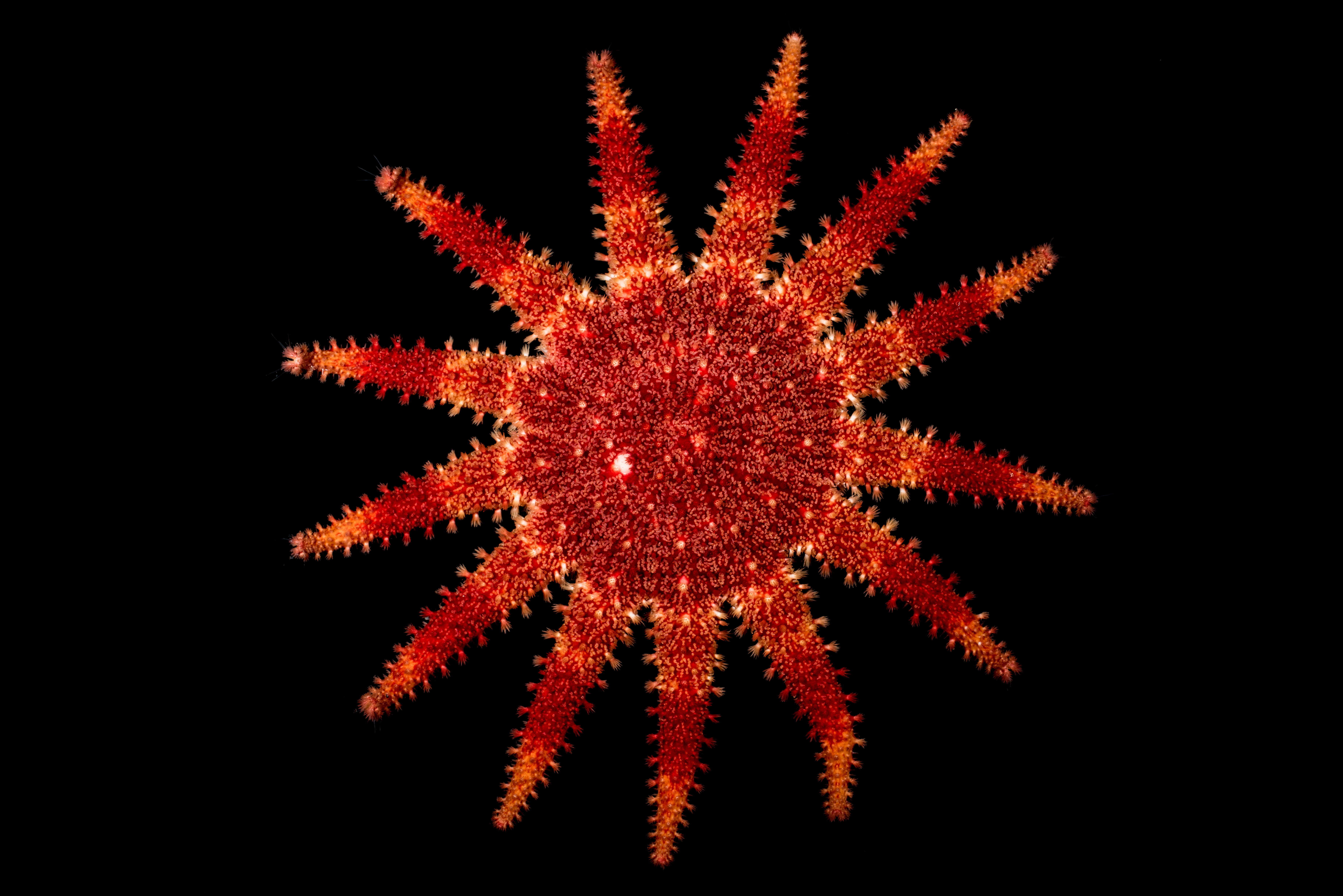
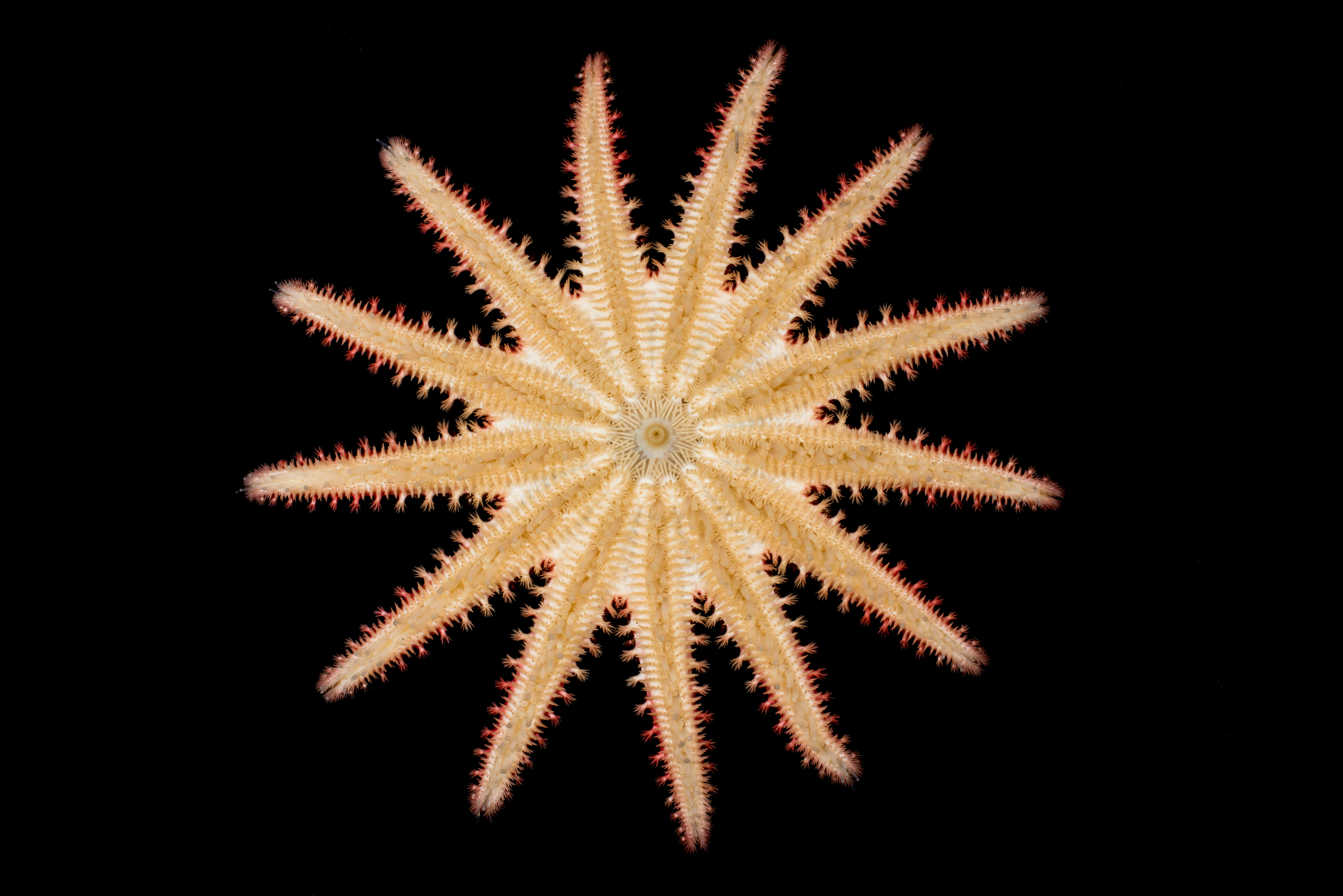
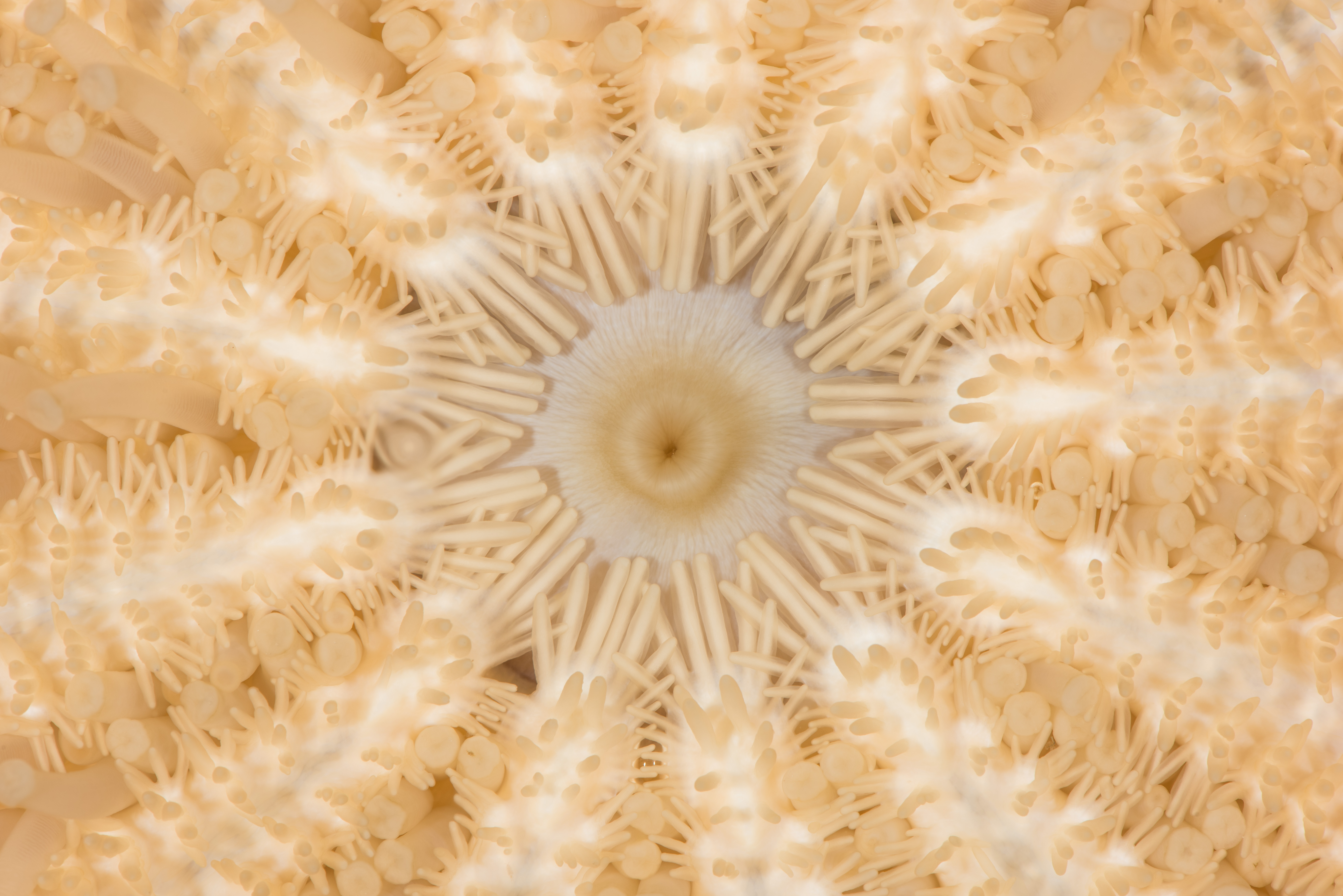
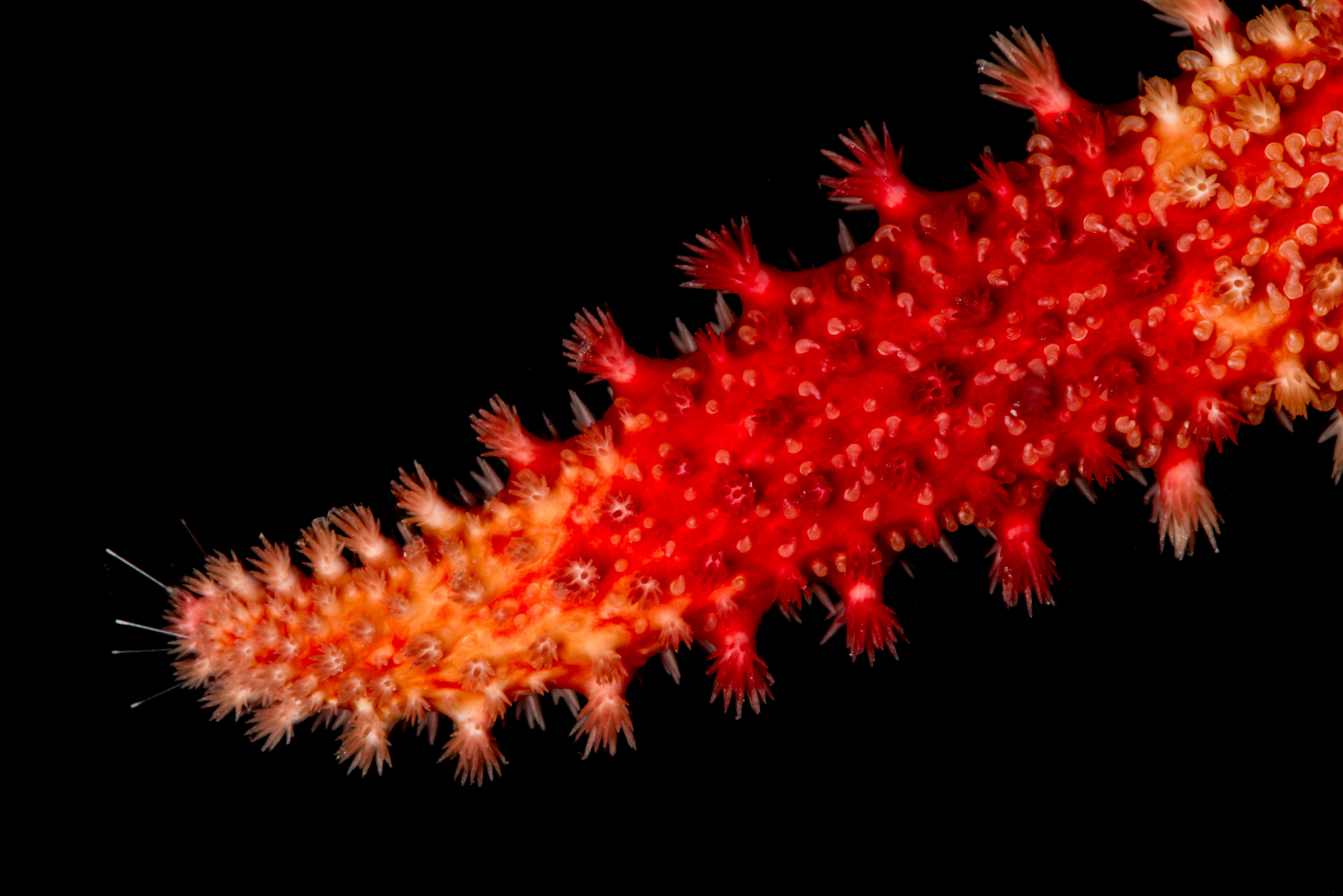
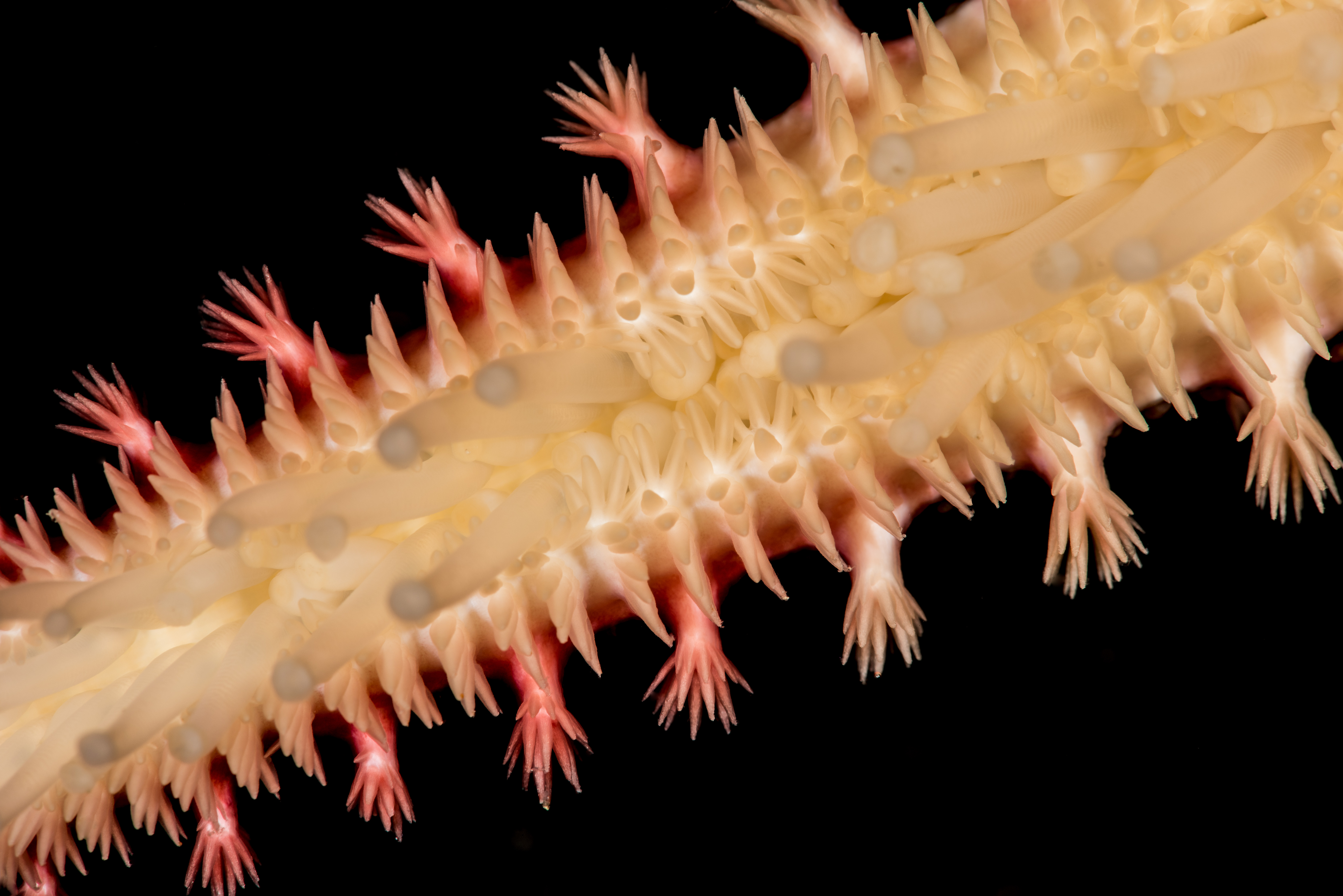

C'est une grosse étoile de mer pourvue d'un épais disque central autour duquel rayonnent 8 à 16 bras courts ; le diamètre total peut dépasser les 40 cm. Sa couleur est très variable, du jaune au violet en passant par le rouge, avec parfois des cercles plus clairs. La face orale est généralement pâle, jaune ou crème. La face dorsale est rendue rugueuse par de nombreux bouquets de papules épineuses.

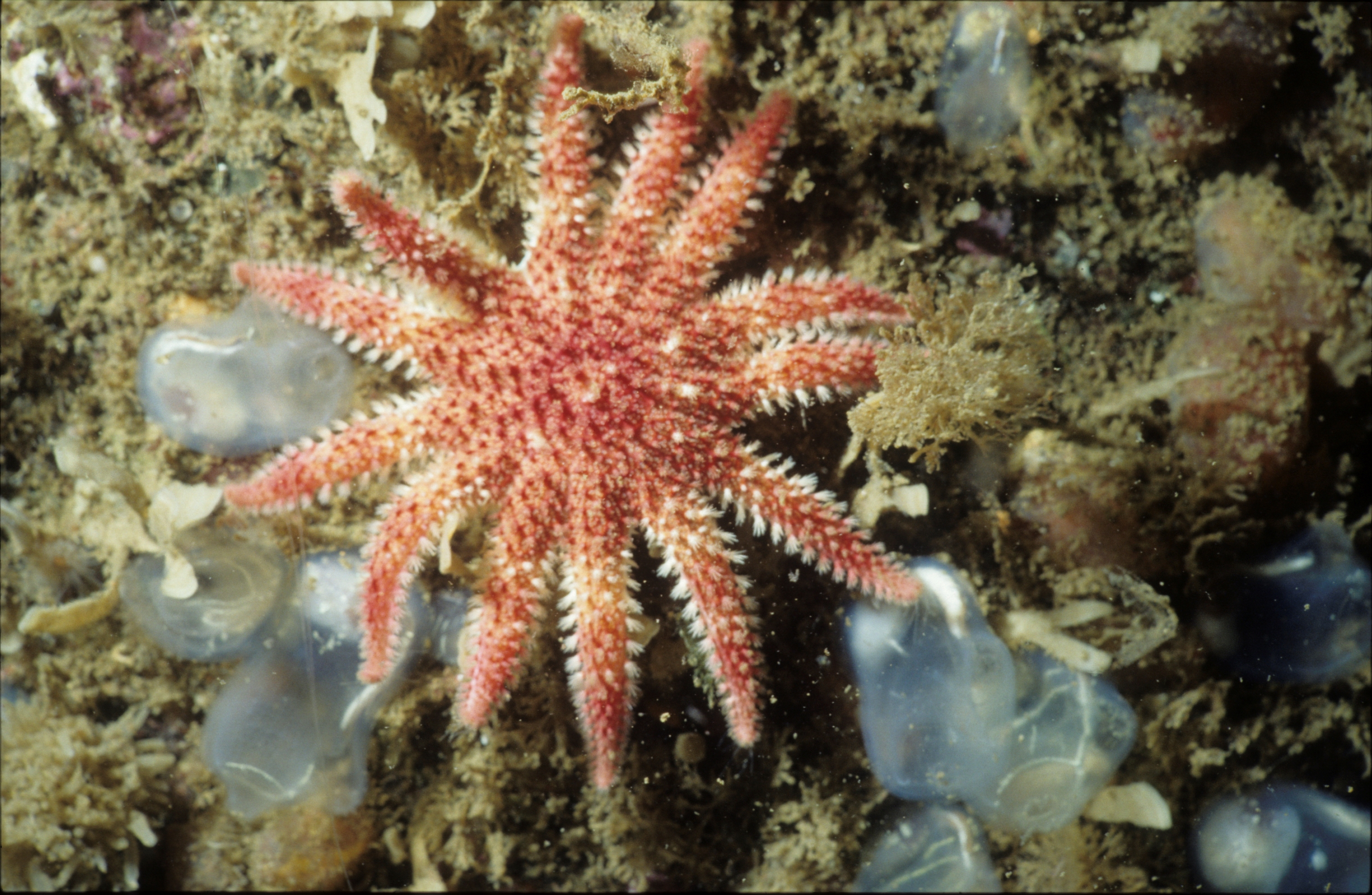
Allure générale
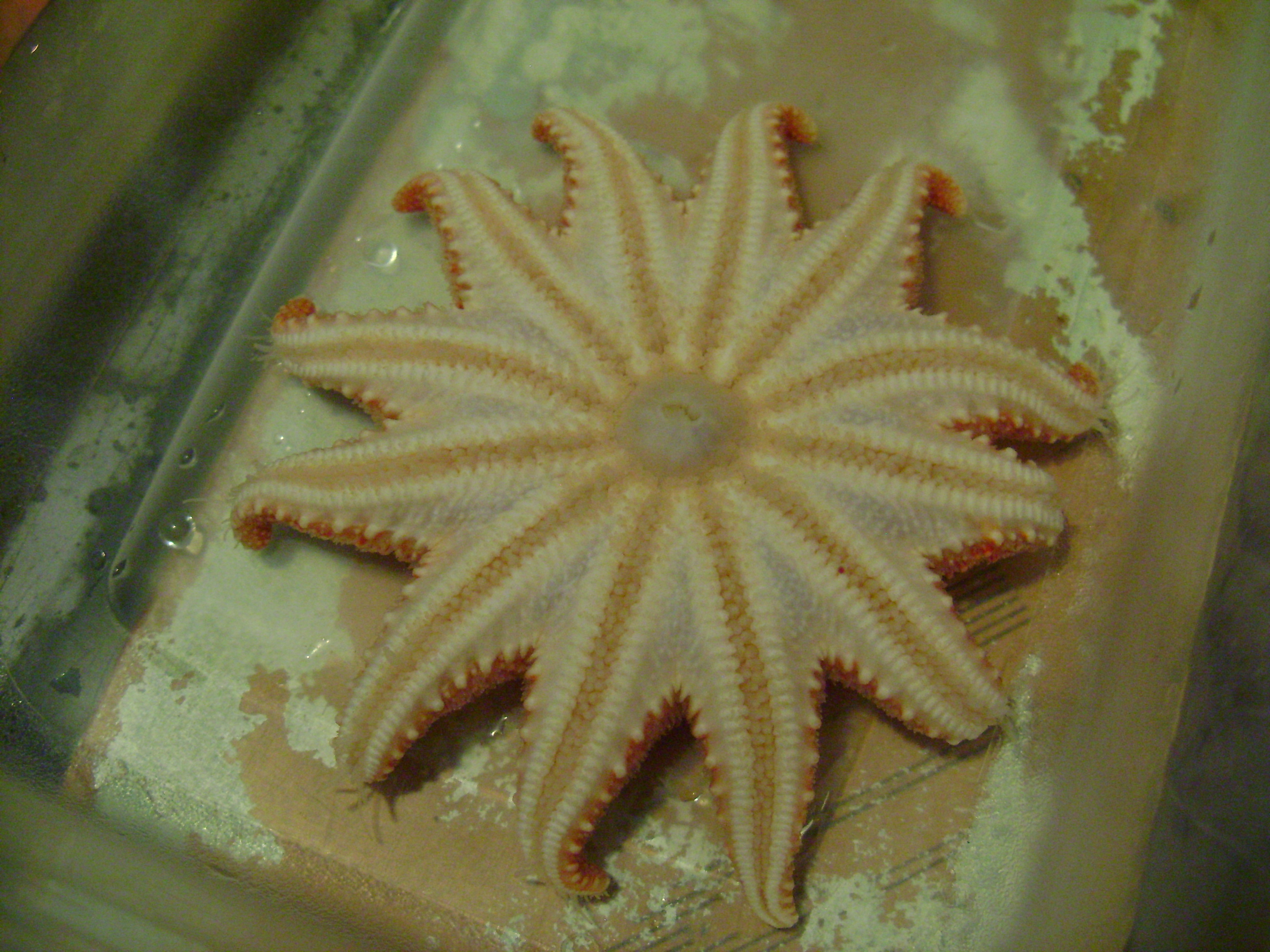
Face orale
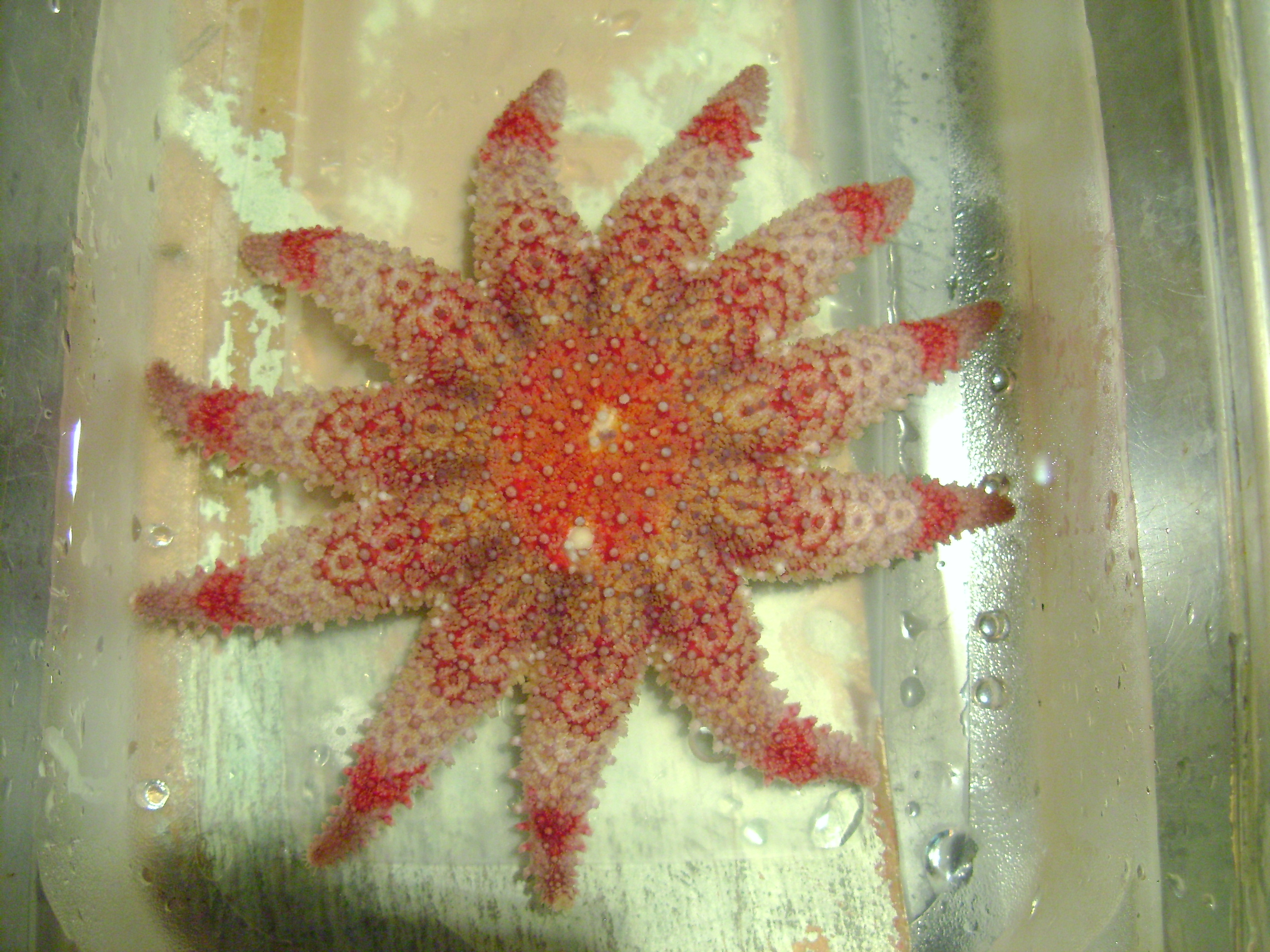
Dans le bassin de la Station exploratoire du Saint-Laurent, à Rivière-du-Loup, au Québec.
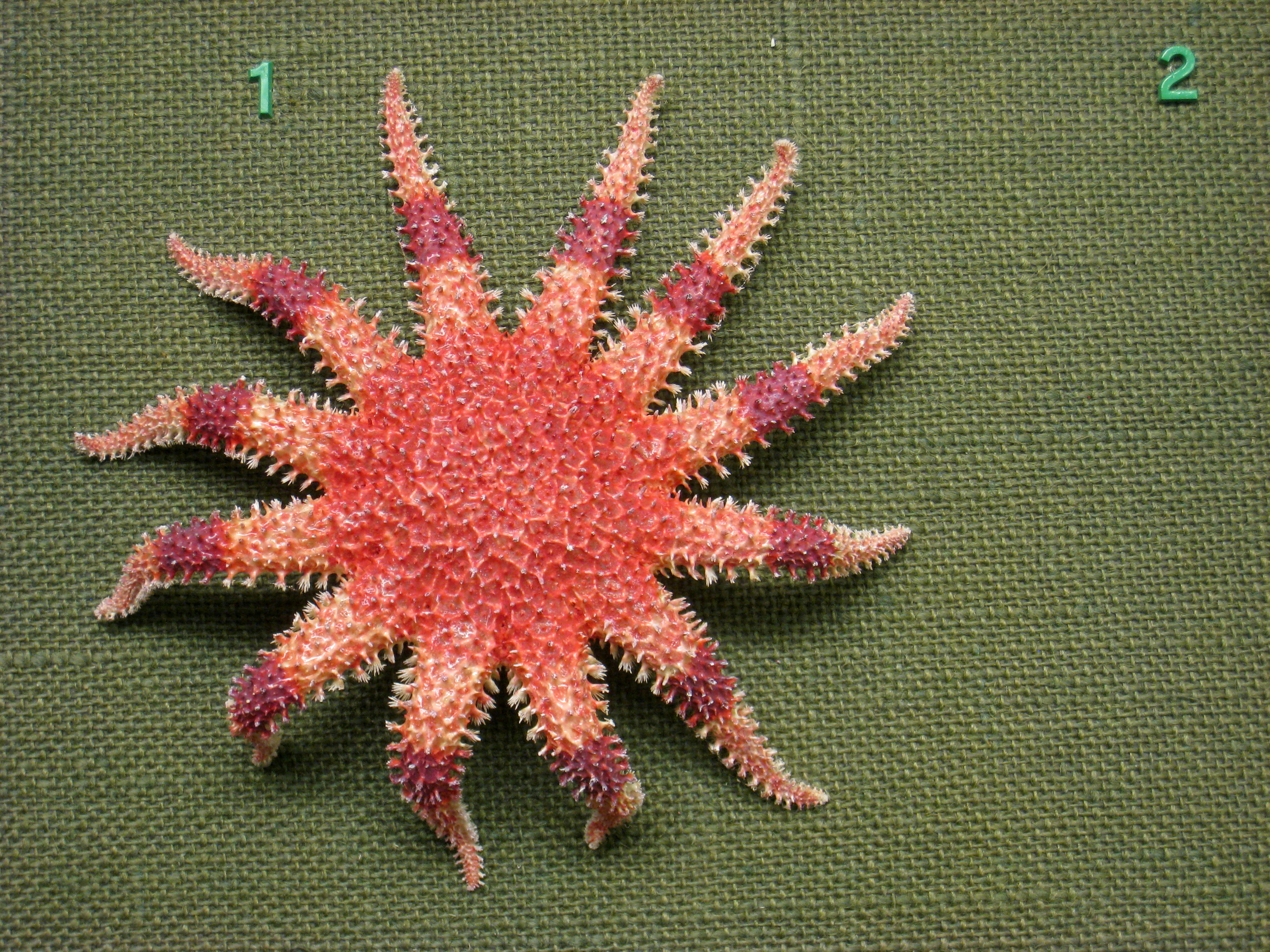
Spécimen séché en Muséum

## Habitat et répartition
Cette étoile vit dans l'Atlantique Nord et notamment sur les côtes françaises (Mer Manche) jusqu'à l'Arctique, ainsi que dans le Pacifique Nord-Est. On la trouve sur tous types de fonds (meubles comme rocheux), entre 2 et 500 m de fond, parfois plus (observée jusqu'à 2 000 m).

## Écologie et comportement
C'est un prédateur vorace d'animaux benthiques sessiles ou moins rapides que lui : mollusques, cnidaires, et surtout d'autres échinodermes (oursins, holothuries, autres étoiles de mer...).